# پیتر زارمبا (ورزشکار)
پیتر زارمبا (انگلیسی: Peter Zaremba; ۷ آوریل ۱۹۰۸ – ۱۷ سپتامبر ۱۹۹۴) ورزشکار دو و میدانی اهل ایالات متحده آمریکا بود.